# Эммануэле Филиберто (броненосец)
«Эммануэле Филиберто» (итал. Emanuele Filiberto), — итальянский броненосец 2-го класса, последний из двух кораблей типа «Аммиральо ди Сан-Бон», наряду с однотипным броненосцем «Аммиральо ди Сан-Бон», состоявший на вооружении КВМС Италии в первом двадцатилетии XX века. Назван в честь Эммануила Филиберта Савойского, испанского полководца XVI века, представителя Савойской герцогской династии.
«Эммануэле Филиберто» служил в боевом составе итальянского военно-морского флота в течение первых нескольких лет своей карьеры. Броненосец был назначен в 3-е Подразделение ВМС во время Итало-турецкой войны 1911—1912. Во время войны он участвовал в нападения на Триполи в Северной Африке и в захвате острова Родос в восточном Средиземном море, где оказывал поддержку орудийным огнём итальянской пехоте. К началу Первой мировой войны броненосец устарел и планировался к списанию в 1914-15, но потребность в военных кораблях предоставила «Эммануэле Филиберто» отсрочку. Во время войны «Эммануэле Филиберто» использовался в качестве судна береговой обороны, защищая гавани в Венеции. С апреля 1916, использовался в основном в качестве плавучей зенитной батареи. Броненосец «Эммануэле Филиберто» был исключен из военно-морского регистра в июне 1920 и впоследствии разобран на металл.